# Ruhr Reggae Summer
Der Ruhr Reggae Summer ist ein seit 2007 jährlich wiederkehrendes Musikfestival im Ruhrgebiet. Hauptsächlich werden Reggae, Dancehall und Afrobeat gespielt.
Das Festival begann mit 6.000 Besuchern. 2011 waren es 15.000 Besucher, mit einem Rückgang auf 12.000 im Jahr 2012. 
Im Jahr 2013 gab es erstmals zwei Veranstaltungen unter dem Namen Ruhr Reggae Summer: Im Mai im Revierpark Wischlingen in Dortmund mit 8.000 Besuchern sowie im Juli im Ruhrstadion Mülheim mit ca. 15.000 Besuchern.